# Salamanca, Chile
Salamanca är en chilensk stad i kommunen Salamanca i Choapa provinsen i Región de Coquimbo. Den ligger 30 km (19 mi) öster om Illapel, provinsens administrativa centrum, i den centrala delen av landet, 190 km norr om huvudstaden Santiago de Chile. Salamanca ligger 508 meter över havet och antalet invånare är 13 265.
Terrängen runt Salamanca är varierad. Salamanca ligger nere i en dal.  Det finns inga andra samhällen i närheten. 
1. 1 2 3 4  Salamanca at GeoNames.Org (cc-by); post uppdaterad 2013-01-11; databasdump nerladdad 2015-05-23
2. ↑  ”Viewfinder Panoramas Digital elevation Model”. http://www.viewfinderpanoramas.org/dem3.html. Läst 21 juni 2015.